# 12619 Anubelshunu
12619 Anubelshunu eller 6242 P-L är en asteroid i huvudbältet som upptäcktes den 24 september 1960 av den nederländsk-amerikanske astronomen Tom Gehrels och det nederländska astronomparet Ingrid van Houten-Groeneveld och Cornelis Johannes van Houten vid Palomarobservatoriet. Den är uppkallad efter Anu Belshunu.
Asteroiden har en diameter på ungefär 3 kilometer och den tillhör asteroidgruppen Vesta.